# 黃克守
黃克守（1449年—？），字守正，福建福州府侯官縣人，民籍，明朝政治人物。

## 生平
成化十六年（1480年）庚子科福建鄉試第十八名舉人，十七年（1481年）聯捷辛丑科進士，官至揭陽縣知縣。

## 家族
曾祖黃彥和；祖父黃孟章；父黃叔敏，母陳氏。重庆下。弟克衡。